# 長野県道89号園原インター線
長野県道89号園原インター線（ながのけんどう89ごう そのはらインターせん）は、長野県下伊那郡阿智村を通る県道（主要地方道）である。

## 概要
中央自動車道園原インターチェンジ (IC) と国道256号を結ぶ。
中央道園原ICは1992年（平成4年）に追加インターとして供用開始されたが、その入口は旧長野県道245号富士見台公園線に接続されていた。その後1993年（平成5年）に園原IC - 国道256号間が主要地方道として指定されたことを受けて、1994年（平成6年）に当該区間が長野県道89号として認定された。これと同時に長野県道245号は廃止され、その残存区間は新たに長野県道477号富士見台公園線として認定された。

### 路線データ
- 起点：下伊那郡阿智村智里（園原インターチェンジ入口）
- 終点：下伊那郡阿智村智里（国道256号交点）

## 歴史
- 1951年（昭和26年）11月22日：中央アルプス県立公園富士見台の指定。
- 1963年（昭和38年）3月25日：長野県道富士見台公園線の認定。
- 1992年（平成4年）3月25日：中央自動車道園原ICの供用開始。
- 1993年（平成5年）5月11日：建設省から、県道富士見台公園線の一部が園原インター線として主要地方道に指定される[1]。
- 1994年（平成6年）4月1日：長野県道89号園原インター線の認定。
- 2024年（令和6年）3月5日：土砂崩落が発生し、県道園原清内路線交点から東側300mの区間が全面通行止。同年4月3日から交互通行により開通[2]。この通行止により、同年春に開催が予定されていた阿智村の「花桃まつり」が中止となった[3]。

## 地理

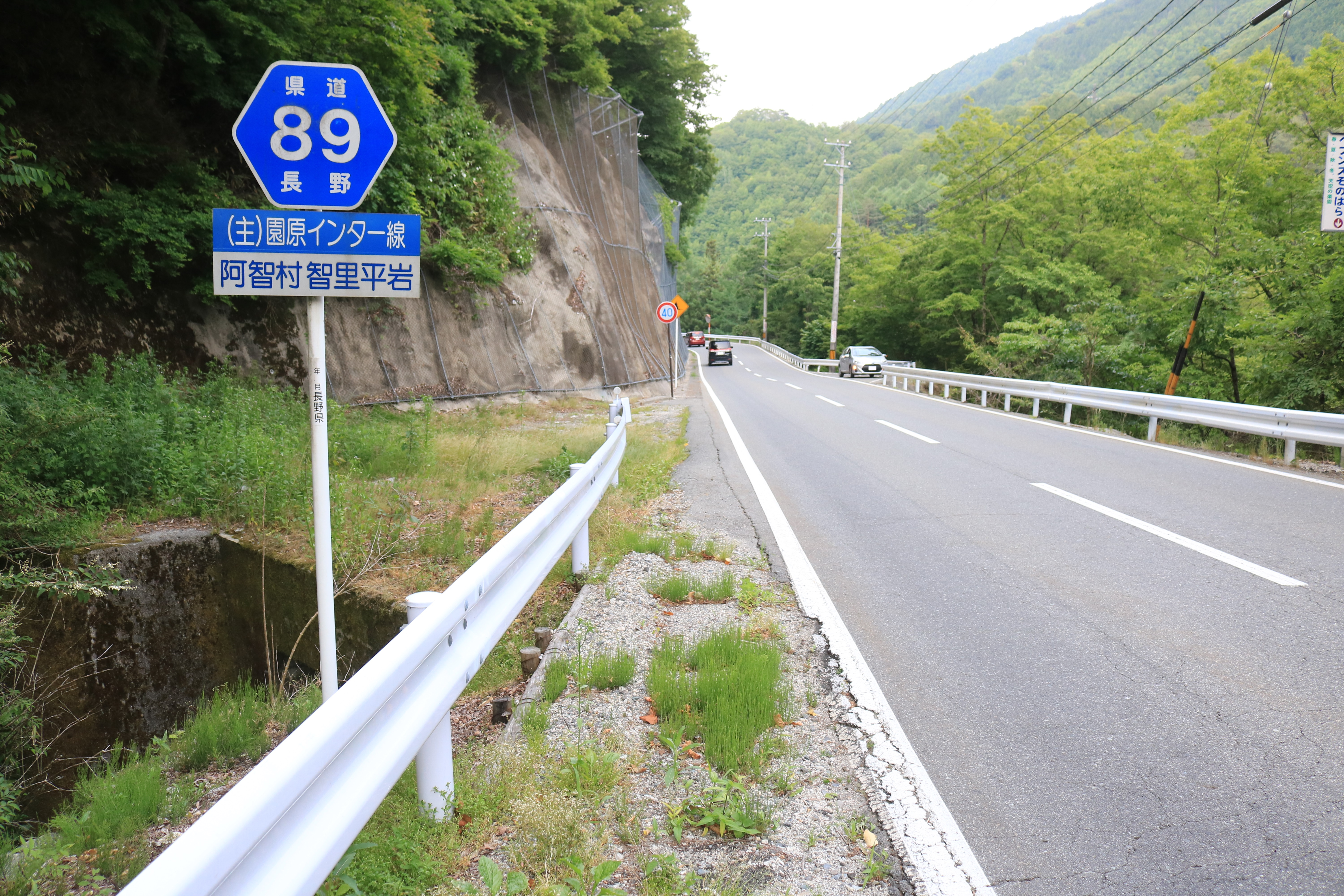
長野県道89号園原インター線、下伊那郡阿智村智里にて

### 通過する自治体
- 下伊那郡阿智村

### 交差する道路
- 中央自動車道 園原IC・長野県道477号富士見台公園線（下伊那郡阿智村智里、起点）
- 長野県道109号園原清内路線（下伊那郡阿智村智里）
- 国道256号（下伊那郡阿智村智里、終点）